# ホセ・トレンティーノ
ホセ・トレンティーノ・フランコ（Jose Tolentino Franco , 1961年6月3日 - ）は、メキシコ出身の元プロ野球選手（内野手、外野手）。

## 経歴
1982年のMLBドラフト36巡目でサンフランシスコ・ジャイアンツに指名されるも契約せず、翌1983年のMLBドラフト7巡目でオークランド・アスレチックスに指名され契約。1991年にヒューストン・アストロズでメジャー昇格した以外はマイナーリーグ生活であった。
1993年に西武ライオンズに外野手として入団し、来日。前年オフにフロリダ・マーリンズへ移籍したオレステス・デストラーデの後釜として期待された。オープン戦は好調だったが公式戦に入ると全く打てず、さらに守備でもフライを落球するなどの拙守を露呈してしまい（ボールが取れんティーのなどとスポーツ紙で揶揄された）、同年限りで自由契約となり、帰国した。
その後は3年間メキシカンリーグでプレーした後、アメリカ球界に復帰するもメジャー昇格することはなく、1997年に現役引退。
引退後は2007年のパンアメリカン競技大会と2008年の北京五輪にてメキシコ代表チームの監督を務めた他、2006年と2009年のワールド・ベースボール・クラシックではメキシコ代表のベンチコーチを務めた。2018年からロサンゼルス・エンゼルスのスペイン語ラジオ放送の実況を担当。

## 詳細情報

### 年度別打撃成績
| 年 度    | 球 団    | 試 合 | 打 席 | 打 数 | 得 点 | 安 打 | 二 塁 打 | 三 塁 打 | 本 塁 打 | 塁 打 | 打 点 | 盗 塁 | 盗 塁 死 | 犠 打 | 犠 飛 | 四 球 | 敬 遠 | 死 球 | 三 振 | 併 殺 打 | 打 率 | 出 塁 率 | 長 打 率 | O P S |
| -------- | -------- | ----- | ----- | ----- | ----- | ----- | -------- | -------- | -------- | ----- | ----- | ----- | -------- | ----- | ----- | ----- | ----- | ----- | ----- | -------- | ----- | -------- | -------- | ----- |
| 1991     | HOU      | 44    | 59    | 54    | 6     | 14    | 4        | 0        | 1        | 21    | 6     | 0     | 0        | 0     | 1     | 4     | 0     | 0     | 9     | 2        | .259  | .305     | .389     | .694  |
| 1993     | 西武     | 30    | 67    | 66    | 3     | 10    | 4        | 1        | 1        | 19    | 6     | 0     | 0        | 0     | 0     | 1     | 0     | 0     | 19    | 4        | .152  | .164     | .288     | .452  |
| MLB：1年 | MLB：1年 | 44    | 59    | 54    | 6     | 14    | 4        | 0        | 1        | 21    | 6     | 0     | 0        | 0     | 1     | 4     | 0     | 0     | 9     | 2        | .259  | .305     | .389     | .694  |
| NPB：1年 | NPB：1年 | 30    | 67    | 66    | 3     | 10    | 4        | 1        | 1        | 19    | 6     | 0     | 0        | 0     | 0     | 1     | 0     | 0     | 19    | 4        | .152  | .164     | .288     | .452  |

### 記録
NPB
- 初出場・初先発出場：1993年4月10日、対福岡ダイエーホークス1回戦（西武ライオンズ球場）、3番・左翼手で先発出場
- 初本塁打：1993年4月11日、対福岡ダイエーホークス2回戦（西武ライオンズ球場）、5回裏に若田部健一からソロ

### 背番号
- 20 （1991年）
- 45 （1993年）